# Tino Villanueva
Tino Villanueva (né le 11 décembre 1941 à San Marcos au Texas) est un écrivain et poète américain. Il écrit en espagnol et en anglais.

## Biographie
Tino Villanueva est né le 11 décembre 1941 à San Marcos dans l'État du Texas, aux États-Unis. Il est issu d'une famille de travailleurs immigrés. Ses parents sont des chicanos, d'origine mexicaine, pauvres, et n'ont pas fait de longues études. Il intègre l'armée et est envoyé dans la zone du canal de Panama où il reste quelque temps. Il suit ensuite des études à la Southwestern Texas State University, où il obtient un diplôme de Lettres. Il fait son master à l'Université d'État de New York à Buffalo et complète ses études par une thèse à l'université de Boston. Il devient alors professeur affilié dans cette université où il est spécialisé dans les langages issus de mélanges culturels. Tino Villanueva commence alors à publier des recueils de poèmes.
En 1984, il fonde une revue de poésie, Imagine : International Chicano Poetry Journal.

## Œuvres
- 1979 : Hay Otra Voz Poems, Editorial Mensaje.
- 1980 : Chicanos: Antología Histórica y Literaria (direction d'anthologie), Fondo de Cultura Económica.
- 1988 :  Tres poetas de posguerra : Celaya, González y Caballero Bonald, Tamesis.
- 1993 : Scene from the Movie GIANT, Curbstone Press.
- 1994 : Crónica de mis años peores,  Northwestern University Press.
- 1998 : Shaking off the dark, Bilingual Press.
- 1999 : Primera causa, Cross-Cultural Communications.
- 2005 : Anthologie de poèmes choisis, traduits par Odile Boutry, Paris, L'Harmattan (édition bilingue).
- 2014 : So Spoke Penelope.

## Récompenses
- 1994 : American Book Award, pour Scenes from the Movie GIANT.
- 1995 : Distinguished Alumnus Award de la Texas State University-San Marcos.